# François Viète
François Viète, signore di Bigotière (Fontenay-le-Comte, 13 dicembre 1540 – Parigi, 23 febbraio 1603), è stato un matematico e politico francese.
Come matematico è noto soprattutto per l'introduzione di notazioni algebriche sintetiche capaci di rendere gli sviluppi deduttivi più compatti e più stringenti; egli si può ritenere una delle figure eminenti del periodo rinascimentale. È conosciuto anche con il suo nome latinizzato, Franciscus Vieta.
Le sue attività si dividono tra una intensa vita politica e una serie di ricerche matematiche. Viète dedica alla matematica soltanto il tempo che gli rimane libero dagli impegni politici, ma ciò nonostante riesce a dare notevoli contributi all'aritmetica, all'algebra, alla trigonometria e alla geometria.

## Biografia
Figlio di un agiato procuratore, Viète studia diritto presso l'Università di Poitiers e nel 1560 si iscrive al foro di Fontenay ed esercita l'avvocatura. Nel 1564 diventa precettore di Catherine de Parthenay nella casa de Soubise.

### Attività politica
Nel 1571 è avvocato al parlamento di Parigi e nel 1573 viene nominato consigliere al parlamento della Bretagna in Rennes. Nel 1576 entra al servizio del Re Enrico III di Francia e nel 1580 diventa maître des requêtes (uditore al Consiglio di Stato) al parlamento di Parigi e consigliere speciale di Enrico di Navarra, il futuro re Enrico IV di Francia incaricato di decifrare i messaggi cifrati degli spagnoli con un procedimento basato su una chiave di oltre 500 caratteri. La sua abilità in questi compiti è tale che gli spagnoli lo accusano di essere in combutta con il diavolo. Nel 1590 pubblica il suo metodo di decifrazione.
Tra il 1584 e il 1589 egli viene allontanato dal potere per le pressioni della Lega Cattolica in quanto ugonotto. È questo il periodo, insieme a quello tra il 1564 e il 1568, nel quale riesce a dedicarsi maggiormente alla matematica. Nel 1594 entra al servizio di Enrico IV e si converte al cattolicesimo. Lascia questo servizio nel 1602 e muore l'anno seguente.

### Attività matematiche
Tra il 1564 e il 1568 si dedica con entusiasmo all'astronomia e alla trigonometria e redige un testo che non verrà mai pubblicato, Harmonicon Coeleste.
Nel 1571 pubblica un'opera di trigonometria, Canon mathematicus, nel quale presenta varie formule sulle funzioni seno e coseno. Questo lavoro costituisce il primo passo avanti della trigonometria dopo i risultati degli arabi nel X secolo; in esso fa uso di molte cifre decimali, pratica fino allora poco usata.
Nel 1591 pubblica il trattato dal titolo Isagoge in artem analyticam (introduzione) nel quale si sforza di stabilire un collegamento fra la geometria degli antichi e la nuova algebra.
In questa opera pone le basi del calcolo letterale nel quale le incognite sono rappresentate da vocali e i parametri dati da consonanti.
Nel 1593 pubblica il suo ottavo libro di risposte a problemi vari; in esso ritorna sui problemi della trisezione dell'angolo e della quadratura del cerchio.
Va segnalato che le sue ricchezze gli consentivano di stampare a proprie spese varie opere e di inviarle in omaggio a vari studiosi di molti paesi europei. Tra le sue opere ricordiamo ancora: De numerosa potestatum... resolutione, Variorum de rebus mathematicis, De aequationum recognitione et emandatione, Opera, Responsum, Sectiones angulares, Varia responsa, Zeteticorum libri quinque. Le sue opere furono raccolte da Frans van Schooten e pubblicate a Leida nel 1646 sotto il titolo Opera Mathematica, anche se alcune di esse andarono perdute.

#### Contributi all'algebra

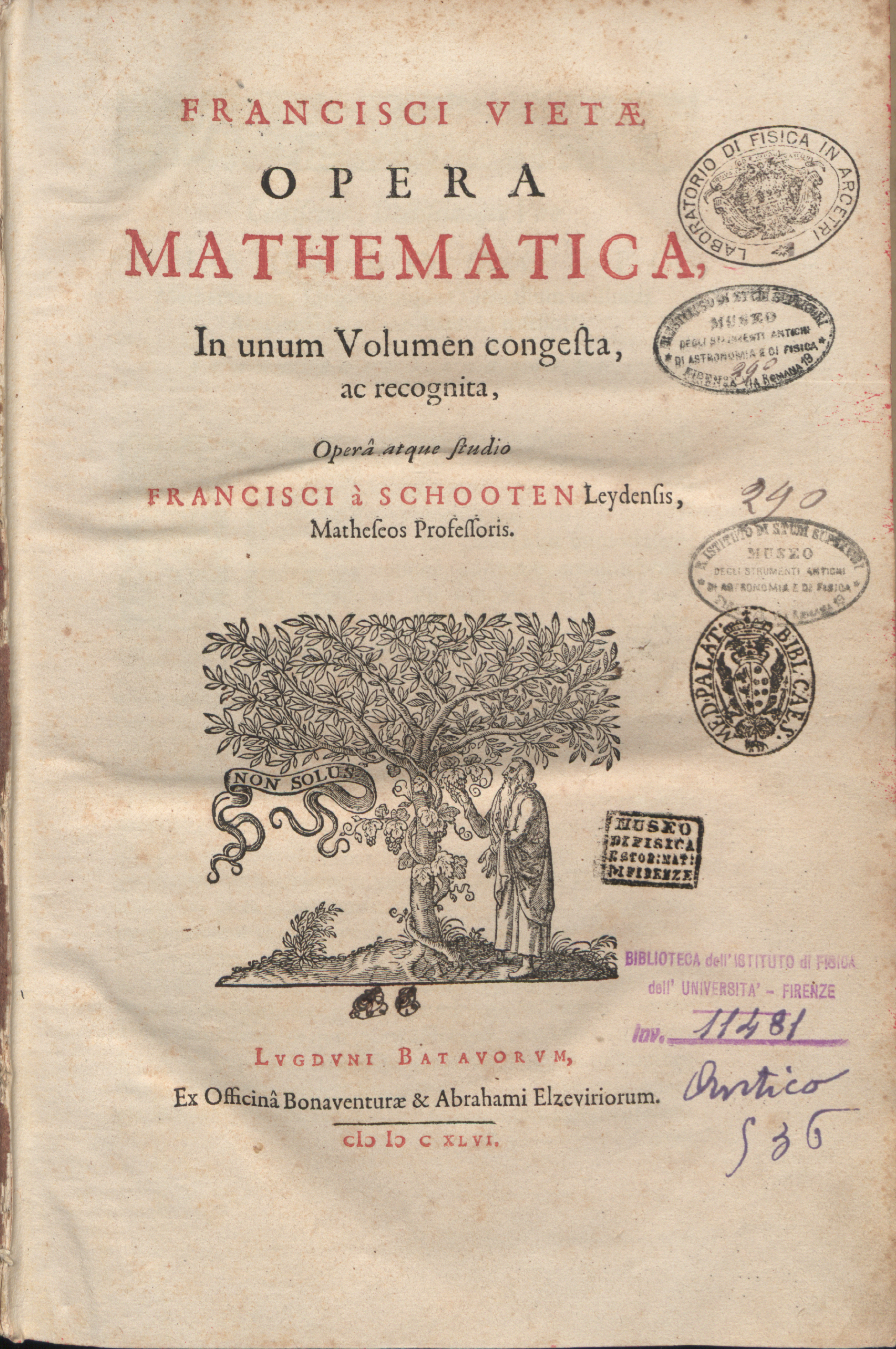
Opere, 1646

Viète diede i maggiori contributi nel campo dell'algebra, i cui studi furono ispirati dall'opera di Johannes Buteo: in questa branca della matematica l'influenza delle sue opere contribuì allo sviluppo da un punto di vista più moderno di quello dei matematici classici e degli algebristi italiani a lui precedenti. Prima di lui non vi era stato un utilizzo di rilievo di notazioni simboliche ed abbreviate per indicare l'incognita di un'equazione e le sue potenze. Si erano usate lettere per rappresentare grandezze note o incognite sin dai tempi di Euclide e Giordano Nemorario aveva sviluppato questo modo di procedere; non si era però ancora escogitato un metodo per distinguere le quantità note da quelle incognite. A questo proposito Viète introdusse un criterio convenzionale molto semplice: usò le vocali per rappresentare le quantità ignote o indeterminate, e consonanti per le quantità note. Per la prima volta si assiste alla netta distinzione tra parametro e incognita. (v. Panoramica storica delle notazioni matematiche)
Se Viète avesse adottato altre notazioni simboliche esistenti al suo tempo, avrebbe potuto scrivere tutte le equazioni di secondo grado con un'unica formula del genere {\displaystyle \,AX^{2}+BX+C=0}, dove X è l'incognita e A, B, C i parametri. Ma, in definitiva, Viète era moderno soltanto per certi aspetti, per altri era ancora legato alla tradizione antica e medievale. La sua algebra era sincopata più che simbolica: anche se faceva uso dei simboli tedeschi per l'addizione e la sottrazione, simboli diversi per parametri e incognite, per il rimanente usava espressioni verbali e abbreviazioni. Ad esempio, la terza potenza veniva espressa con "A cubus" e la seconda potenza con "A quadratus"; la moltiplicazione veniva espressa con il termine latino "in", la divisione era indicata dalla linea di frazione e per l'uguaglianza usava un'abbreviazione del termine latino "aequalis". D'altra parte non si poteva pensare che la adozione di tutte le notazioni dell'algebra potesse essere proposta da un solo studioso; essa poté essere realizzata solo per gradi successivi.
Una delle osservazioni fatte da Viète riguardava la soluzione di problemi in cui compariva "la cosa" o quantità ignota: bisognava procedere come Pappo e gli antichi avevano descritto come analisi. Invece di procedere da ciò che è noto a ciò che si vuole costruire o dimostrare, gli algebristi partivano dall'assunzione che l'incognita fosse nota e ne deducevano una conclusione necessaria dalla quale era poi possibile determinare l'incognita. In simboli moderni, se vogliamo risolvere l'equazione {\displaystyle \,x^{2}-3x+2=0}, procediamo muovendo dalla premessa che esista un valore di x che soddisfa questa equazione; da questa assunzione giungiamo alla conclusione necessaria che {\displaystyle \,(x-2)(x-1)=0}, e da qui che devono essere soddisfatte o l'equazione {\displaystyle \,x-2=0} oppure la {\displaystyle \,x-1=0} e di conseguenza che x dovesse necessariamente essere uguale a 2 o a 1. Tuttavia, ciò non significa che uno di questi numeri, o entrambi, soddisfino l'equazione; per questo occorre che si rifaccia il ragionamento inverso. Ossia, il processo chiamato analisi deve essere seguito dalla dimostrazione sintetica.
Tenendo conto di questo tipo di ragionamento così frequentemente usato in algebra, Viète diede a questa disciplina il nome di "arte analitica"; della portata generale dell'algebra egli aveva chiara consapevolezza, perché si rendeva conto del fatto che l'incognita di una equazione non doveva necessariamente riguardare un numero o un segmento geometrico. Viète riteneva che l'algebra ragionasse intorno a "tipi" o specie, e pertanto contrapponeva la "logistica speciosa" alla "logistica numerosa". Egli presentò la propria algebra nell'"Isagoge" stampata nel 1591.
L'Algebra di Viète si distingue soprattutto per la generalità della sua espressione e per alcuni aspetti nuovi. Viète suggerì un nuovo metodo per giungere alla soluzione dell'equazione di terzo grado. Dopo averla ridotta alla forma normale equivalente a {\displaystyle \,x^{3}+3ax=b}, introduceva una nuova incognita y che era in relazione con la x mediante l'equazione {\displaystyle \,y^{2}+xy=a}. Questa manovra trasformava l'equazione di terzo grado nell'incognita x in una equazione di secondo grado nella incognita {\displaystyle \,y^{3}}, di cui si poteva facilmente trovare la soluzione. Inoltre Viète conosceva alcuni dei rapporti esistenti tra le radici e i coefficienti di una equazione, anche se qui la sua intuizione si imbatté nella difficoltà che egli trovava ad ammettere che i coefficienti e le radici potessero essere negativi.
Per esempio egli sapeva che se l'equazione {\displaystyle \,x^{3}+b=3ax} ha due radici positive, {\displaystyle \,x_{1}} e {\displaystyle \,x_{2}}, allora {\displaystyle \,3a=x_{1}^{2}+x_{1}x_{2}+x_{2}^{2}} e {\displaystyle \,b=x_{1}x_{2}^{2}+x_{2}x_{1}^{2}}.
Era questo un caso particolare del teorema odierno secondo il quale il coefficiente del termine in x, in un'equazione di terzo grado il cui coefficiente principale è l'unità, è uguale alla somma dei prodotti delle radici prese due alla volta, e il termine costante è uguale al prodotto delle radici preceduto dal segno negativo. In particolare Viète si avvicinò alla teoria delle equazioni che riguarda le funzioni simmetriche delle radici.
La forma omogenea delle equazioni di Viète mostra come il suo pensiero matematico fosse aderente alla geometria. Infatti, dando un'interpretazione geometrica alle operazioni aritmetiche fondamentali, egli capì che per costruire le radici quadrate erano sufficienti riga e compasso; con un ulteriore passo in avanti Viète dimostrò  come fosse possibile costruire l'ettagono regolare, indicando un procedimento che si basava su un'equazione di terzo grado della forma  {\displaystyle \,x^{3}=ax+a}.
La nascita della geometria analitica non era molto lontana e Viète avrebbe potuto dare contributi significativi se non avesse evitato lo studio geometrico delle equazioni indeterminate.

#### Altri contributi
Nel campo dell'aritmetica va ricordato come sostenitore dell'uso delle frazioni decimali al posto di quelle sessagesimali; egli dimostra di avere piena padronanza di queste frazioni e piena consapevolezza dei loro vantaggi. Per separare parte intera e parte decimale di una notazione numerica decimale usa una barra verticale: da questa alla virgola il passo è breve. L'uso della virgola decimale viene attribuita a Giovanni Antonio Magini, un astronomo amico di Johannes Kepler e concorrente di Galileo alla cattedra di matematica di Bologna, nel suo De planis triangulis del 1592; della virgola si è anche servito Cristoforo Clavio, il gesuita amico di Keplero, in una tavola trigonometrica del seno del 1593. Ma la virgola e il punto decimale diventano di uso comune soltanto venti anni più tardi, grazie alla loro adozione da parte di John Napier.
Viète ha anche il merito di aver adottato i segni + e - introdotti nell'area tedesca da Scheubel nel 1551.

## Opere
- (LA) François Viète, Canon mathematicus, Lutetiae, Jamet Mettayer, 1579. URL consultato il 30 giugno 2015.
- (LA) François Viète, Uniuersalium inspectionum ad canonem mathematicum, 1579.
- (LA) François Viète, In Artem analyticam Isagoge, Paris, James Mettayer, 1591.
- (LA) François Viète, Munimen adversus nova Cyclometrica, Paris, James Mettayer, 1594.
- (LA) François Viète, Pseudo-Mesolabum & alia quaedam adjuncta capitula, Paris, Jamet Mettayer, 1595.

- (LA) François Viète, Ad problema quod omnibus mathematicis totius orbis construendum proposuit responsum, Parisiis, James Mettayer, 1595. URL consultato il 30 giugno 2015.
- (LA) François Viète, Apollonius Gallus, Paris, David Le Clerc, 1600.
- (LA) François Viète, Adversus Christophorum Clavium Expostulatio, Paris, Petrum Mettayer, 1602.

- (GRC) François Viète, Varia opera mathematica, Parisiis, Barthélémy Macé, James Mettayer, 1609. URL consultato il 30 giugno 2015.
- (LA) François Viète, De numerosa potestatum ad exegesim resolutione, Paris, David Le Clerc, 1600.
- (LA) François Viète, De aequationum recognitione et emendatione, Paris, Johannes Laquenay, 1615.

- (LA) François Viète, Opere, Lugduni Batavorum, Bonaventura Elzevier, Abraham Elzevier, 1646. URL consultato il 30 giugno 2015.